# Devils (TV-serie)
Devils (italienska: Diavoli) är en italiensk finansthriller från 2020. Serien är regisserad av bland annat Nick Hurran, och den är baserad på Guido Maria Breras roman med samma namn. Första säsongen består av 10 avsnitt, och den planeras ha svensk premiär på C More den 10 maj 2020.
[uppföljning saknas]

## Handling
Serien handlar om den londonbaserade tradingchefen Massimo Ruggero som efter en skandal inte blir befordrad. Massimo kort därefter misstänkt för mord. Han börjar samarbeta med en ung journalist för att rentvå sitt namn.

## Rollista (i urval)
- Alessandro Borghi - Massimo Ruggero
- Kasia Smutniak - Nina Morgan
- Laia Costa - Sofia Flores
- Malachi Kirby - Oliver Harris
- Lars Mikkelsen - Daniel Duval
- Pia Mechler - Eleanor Bourg
- Paul Chowdhry - Kalim Chowdrey
- Sallie Harmsen - Carrie Price
- Harry Michell - Paul McGuinnan
- Patrick Dempsey - Dominic Morgan